# Thermoplieuse
 (mars 2017).
Si vous disposez d'ouvrages ou d'articles de référence ou si vous connaissez des sites web de qualité traitant du thème abordé ici, merci de compléter l'article en donnant les références utiles à sa vérifiabilité et en les liant à la section « Notes et références ».
Une thermoplieuse est un appareil servant à réaliser le thermopliage d'un matériau thermoplastique.

## Principe de fonctionnement
La thermoplieuse est constituée d'un plateau appelé la « table », d'une butée permettant de presser le matériau sur la table, d'un tablier qui va guider la partie à plier du matériau, et d'une résistance (fil chauffant en carbure de tungstène) située à la jonction du tablier et de la table.
Le matériau est chauffé grâce à la résistance chauffante sur sa face inférieure, du côté extérieur de l'angle formé. Il s'assouplit et peut donc s'étirer, c'est-à-dire se plier. On rabat ensuite le tablier à l'angle souhaité, l'autre partie du matériau étant pressé contre la table et donc immobilisé. La résistance s'éteint automatiquement (grâce à une minuterie) et le matériau retrouve sa solidité : l'angle est ainsi créé.

## Précautions
La manipulation de cette machine nécessite des gants de protection (la résistance chauffante atteint les 700 °C) et une pince pour manipuler le matériau utilisé.